# Azata Soro
Azata Soro est une actrice et réalisatrice burkinabè. Agressée et blessée en 2017, sur un plateau de tournage, elle est également l'une des initiatrices, depuis, du mouvement #Memepaspeur dans le cinéma burkinabè.

## Parcours
Elle est née dans les années 1980  à Port-Bouët,  commune de la mégalopole d’Abidjan.
Elle devient une actrice et réalisatrice dans le milieu du cinéma au Burkina-Faso.  Elle travaille notamment, à partir de 2011, avec le réalisateur Tahirou Tasséré Ouédraogo, frère cadet d'Idrissa Ouedraogo, autre réalisateur burkinabè ayant obtenu le grand prix du Festival de Cannes en 1990. Mais à partir de 2014, selon ses dires, Tahirou Tasséré Ouédraogo commence à lui faire du chantage sur les rôles ou les fonctions qu’il lui propose, mettant à profit sa volonté de faire profession dans le cinéma pour tenter d'obtenir des relations sexuelles avec elle. Il la harcèle au téléphone. En 2017, alors qu’elle est deuxième assistance réalisatrice pour une série télévisée qu’il réalise, elle est ainsi harcelée longuement au téléphone durant une nuit. Et le lendemain de ce jour de septembre 2017, une histoire de « faux raccords », dans le tournage en cours devient un motif d’agression. « Tahirou Tasséré Ouédraogo s’est mis à crier et à m’insulter. C’était trop », raconte-t-elle « J’ai démissionné lui demandant de ne plus me harceler. Il est rentré dans une colère monstre. Il m’a dit qu’il allait me tuer. Il m’a giflée, puis il a ramassé une bouteille en verre qu’il a cassée et m’a lacéré la joue avec ». L’agression lui laisse une balafre sur sa joue gauche, une cicatrice de plusieurs centimètres de peau boursouflée.
Une association burkinabè de professionnels du cinéma, l’Association des Techniciens Indépendants du Cinéma et de l’audiovisuel (ATIC) prend fait et cause pour l’actrice. Tahirou Tasséré Ouédraogo est poursuivi pour ces violences et condamné à dix-huit mois de prison avec sursis pour « coups et blessures volontaires » et au versement d’une indemnisation pour les frais de chirurgie. « Il refuse toujours de payer, il est intouchable » affirme  Azata Soro,.
Pour autant, la série télévisée objet du tournage, Le Trône, est sélectionnée pour la FESPACO 2019. Un hashtag #mêmepaspeur et une pétition en ligne sont lancés pour demander le retrait de cette série de la compétition, en vain. Le délégué général du Fespaco, Ardiouma Soma, ne répond pas aux questions sur le sujet.  Azata Soro s’exprime alors pour la première fois publiquement lors d’un colloque organisé par le Collectif des cinéastes non alignées, en marge de la 26e édition du Fespaco, le 27 février 2019. A ses côtés, plusieurs professionnelles du cinéma, dont l’actrice française d’origine ivoirienne et sénégalaise Nadège Beausson-Diagne, révèlent à leur tour avoir subi des violences sexuelles par des cinéastes africains par le passé. 
Les protestations d’Azata Soro et de ses soutiens ne restent pas pour autant sans effets. La directrice adjointe des programmes de TV5 Monde, Marjorie Vella, indique à l'AFP que la chaîne, qui avait préacheté la série Le Trône bien avant l’incident, ne la diffuserait pas si le jugement concernant Tahirou Tasséré Ouédraogo  n’est pas appliqué (notamment le paiement des dommages et intérêts qui permettrait à Azata Soro de faire une chirurgie esthétique réparatrice).
Azata Soro, qui a reçu des menaces à la suite de ses interventions publiques, préfère quitter le Burkina Faso pour sa sécurité et pour des soins médicaux. Elle trouve refuge à Paris où elle s’installe. En 2022, elle affirme se sentir enfin en sécurité.